# Juha Väätäinen

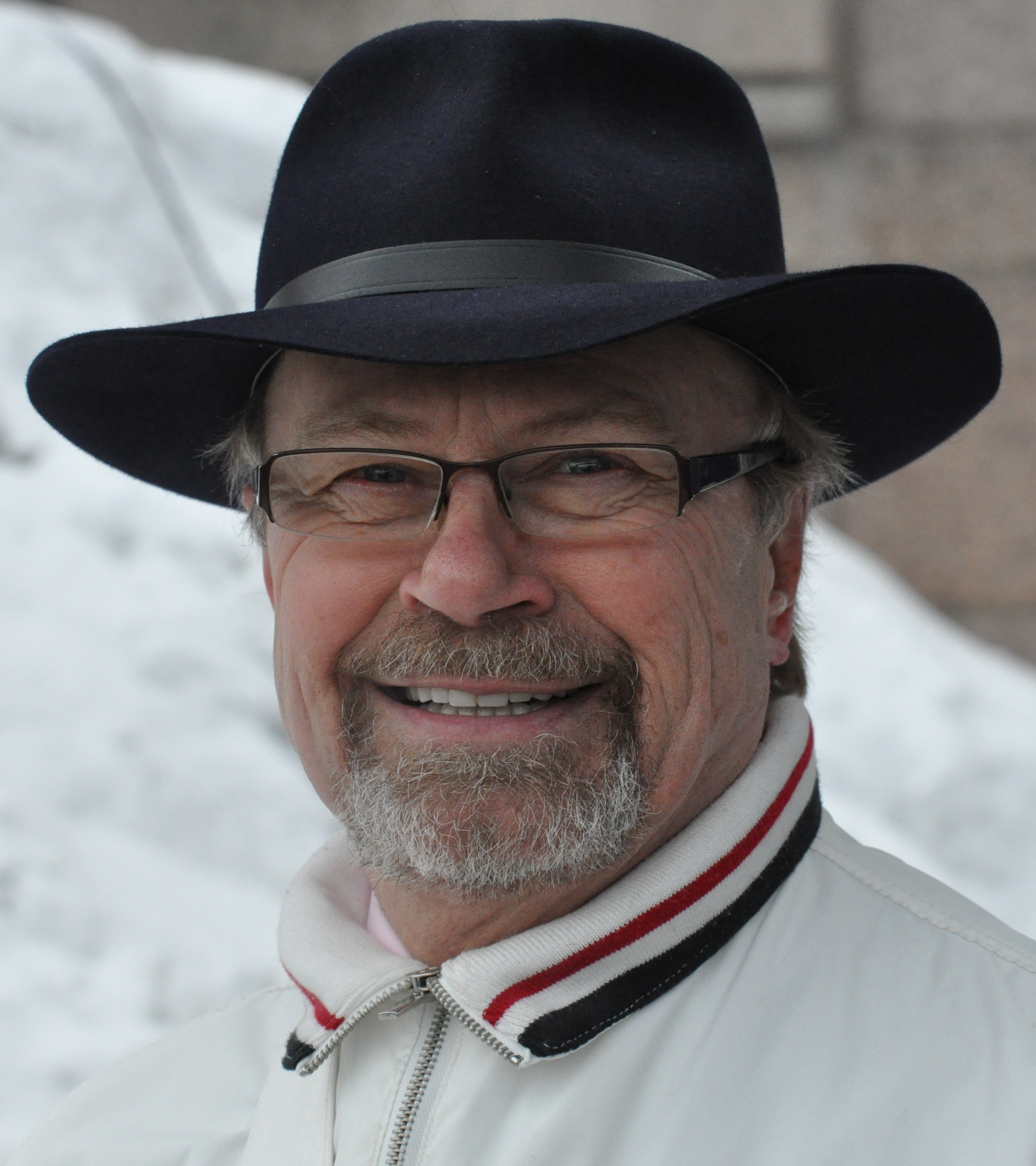
Juha Väätäinen (2011)

Toivo Juha Väätäinen (* 12. Juli 1941 in Piippola) ist ein finnischer Politiker und ehemaliger Leichtathlet.

## Leben
Der 1,72 m große und 58 kg schwere Väätäinen, war von 1965 und 1967 finnischer Meister im 800-Meter-Lauf. Dann wandte er sich den längeren Strecken zu. 1971 wurde er Meister im 10.000-Meter-Lauf und 1972 im 5000-Meter-Lauf.
Bei den Europameisterschaften 1971 in Helsinki gewann er zur Freude der finnischen Zuschauer gleich am ersten Tag den 10.000-Meter-Lauf mit neuem finnischen Rekord von 27:52,8 Minuten vor dem Titelverteidiger Jürgen Haase aus der DDR (27:53,4) und Raschid Scharafetdinow aus der Sowjetunion. Der zweite finnische Vertreter Seppo Tuominen belegte Platz 8 und auf Platz 17 platzierte sich mit Lasse Virén der dritte Finne. Insgesamt wurden in diesem Finale zehn Landesrekorde aufgestellt.
Im Finale des 5000-Meter-Laufs vier Tage später gewann erneut Juha Väätäinen und erneut stellte er einen neuen finnischen Rekord auf. Mit 13:32,6 Minuten gewann er vor dem Franzosen Jean Wadoux (13:33,6) und Harald Norpoth aus der BRD. Lasse Virén wurde Siebter und auf Platz 12 landete mit Rune Holmén der dritte Finne.
Juha Väätäinen wurde 1971 zu Finnlands Sportler des Jahres sowie zu Europas Sportler des Jahres gewählt.
Ein Jahr später bei den Olympischen Spielen 1972 in München war der kleine finnische Lehrer nicht mehr in der Form von 1971, Juha Väätäinen qualifizierte sich zwar für das olympische Finale über 5000 Meter, belegte aber in 13:53,84 Minuten nur den 13. und letzten Platz, nachdem er seinen Vorlauf noch in 13:32,8 Minuten gewonnen hatte. Olympiasieger wurde, wie auch über 10.000 Meter, Lasse Virén. Zwei Wochen nach den Olympischen Spielen verbesserte Väätäinen seine 5000-Meter-Bestleistung beim Sportfest in Rom.

## Politik
Juha Väätäinen kandidierte bereits 1972 als Mitglied der Nationalen Sammlungspartei für einen Sitz im finnischen Parlament, wurde aber nicht gewählt. Bei der Parlamentswahl 2007 war er Kandidat der Zentrumspartei, verpasste aber wieder den Einzug in die Volksvertretung. 2011 kandidierte er schließlich erfolgreich für die Basisfinnen, die bei der Wahl starke Gewinne erzielen konnten. Väätäinen ist damit seit dem 20. April 2011 Abgeordneter aus dem Wahlkreis Helsinki.

## Bestleistungen
- 5000 Meter: 13:28,4 Minuten (1972)
- 10.000 Meter: 27:52,78 Minuten (1971)